# San Fernando, Guanajuato
San Fernando är en ort i Mexiko.   Den ligger i kommunen Purísima del Rincón och delstaten Guanajuato, i den centrala delen av landet, 300 km nordväst om huvudstaden Mexico City. San Fernando ligger 1 782 meter över havet och antalet invånare är 183.
Terrängen runt San Fernando är platt åt sydväst, men åt nordost är den kuperad. Runt San Fernando är det mycket tätbefolkat, med 1 135 invånare per kvadratkilometer. Närmaste större samhälle är León de los Aldama, 17,1 km nordost om San Fernando. Trakten runt San Fernando består till största delen av jordbruksmark.